# تريفور مكدونالد
تريفور مكدونالد (بالإنجليزية: Trevor McDonald)‏ هو صحفي بريطاني، ولد في 16 أغسطس 1939 في سان فرناندو، ترينيداد وتوباغو في ترينيداد وتوباغو.

## وصلات خارجية
- تريفور مكدونالد على موقع IMDb (الإنجليزية)
- تريفور مكدونالد على موقع ميوزك برينز (الإنجليزية)
- تريفور مكدونالد على موقع قاعدة بيانات الفيلم (الإنجليزية)